# Lavandula stoechas
Lavandula stoechas — вид рослин з родини глухокропивові (Lamiaceae), поширений у південно-західній Африці й середземноморських областях Азії та Європи. Етимологія: дав.-гр. στοιχάς — давньогрецька назва виду, яка означає «в рядах».

## Опис
Вічнозелений кущ, як правило, під 40–60 см заввишки, розлогий, але іноді більше. Листки довжиною 1–4 см, від лінійних до довгасто-ланцетних, зазвичай злегка сірі. Квіти від фіолетових до глибоко фіолетових, на товстих притуплених коротко-стеблових колосах довжиною 2–3 см, закінчуються пучком фіолетових прилистків; присутні влітку й восени. Вид варіативний стосовно міцності, висоти, довжини колосся, стебла та чашечки.

## Поширення
Вид поширений у південно-західній Африці (Алжир, Марокко, Туніс, Острови Мадейра, Канарські острови) та середземноморських областях Азії (Кіпр, Ізраїль, Ліван, Сирія, Туреччина) та Європи (Греція (у т.ч. Крит), Італія (у т.ч. Сардинія, Сицилія), Франція (у т.ч. Корсика), Португалія, Іспанія (в т.ч. Балеарські острови)); введений у Нову Зеландію.
Зростає від рівня моря до близько 700 м на відкритих вапняках та гранітних схилах, серед чагарників та відкритого соснового лісу.

## Галерея

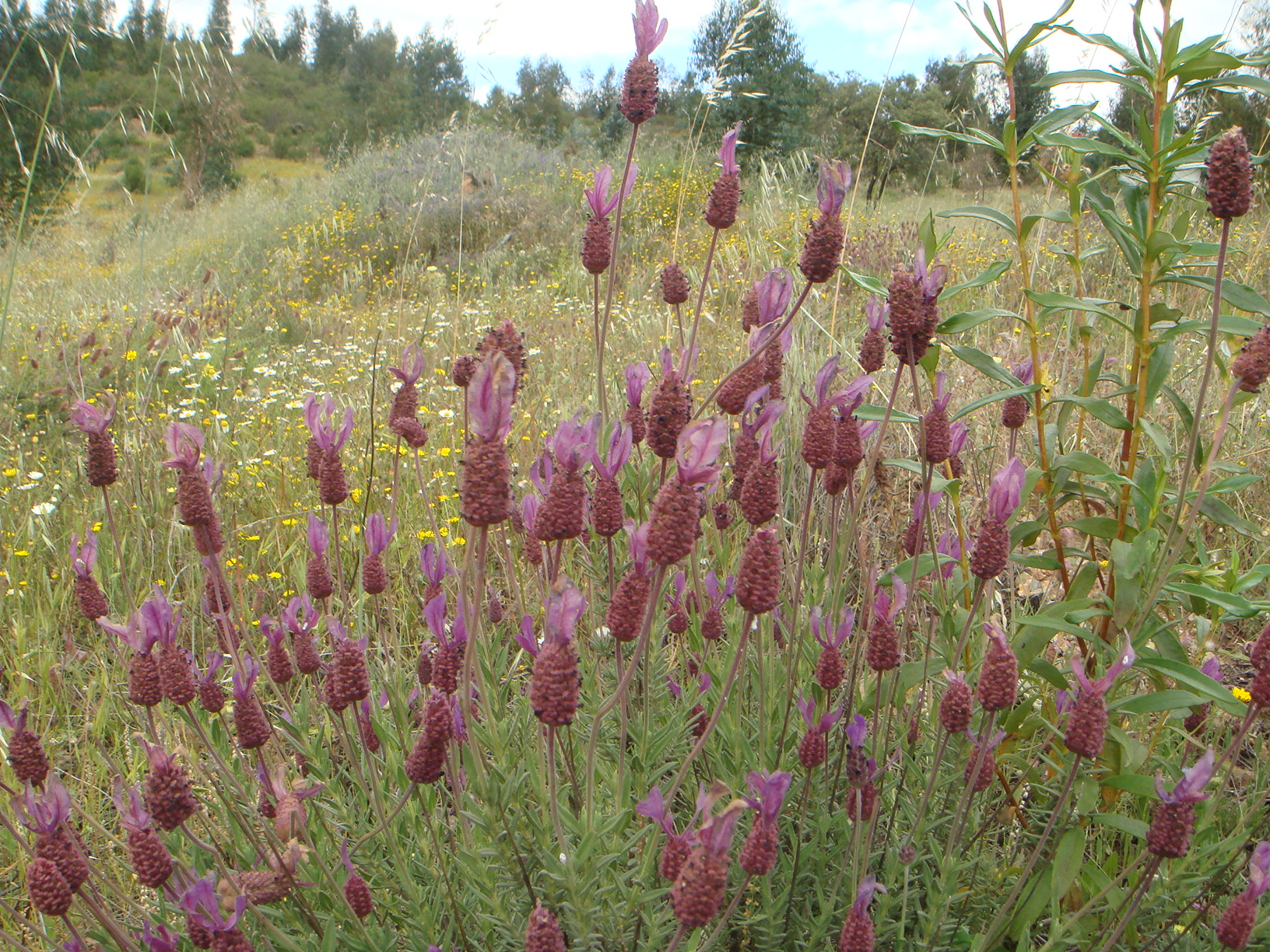
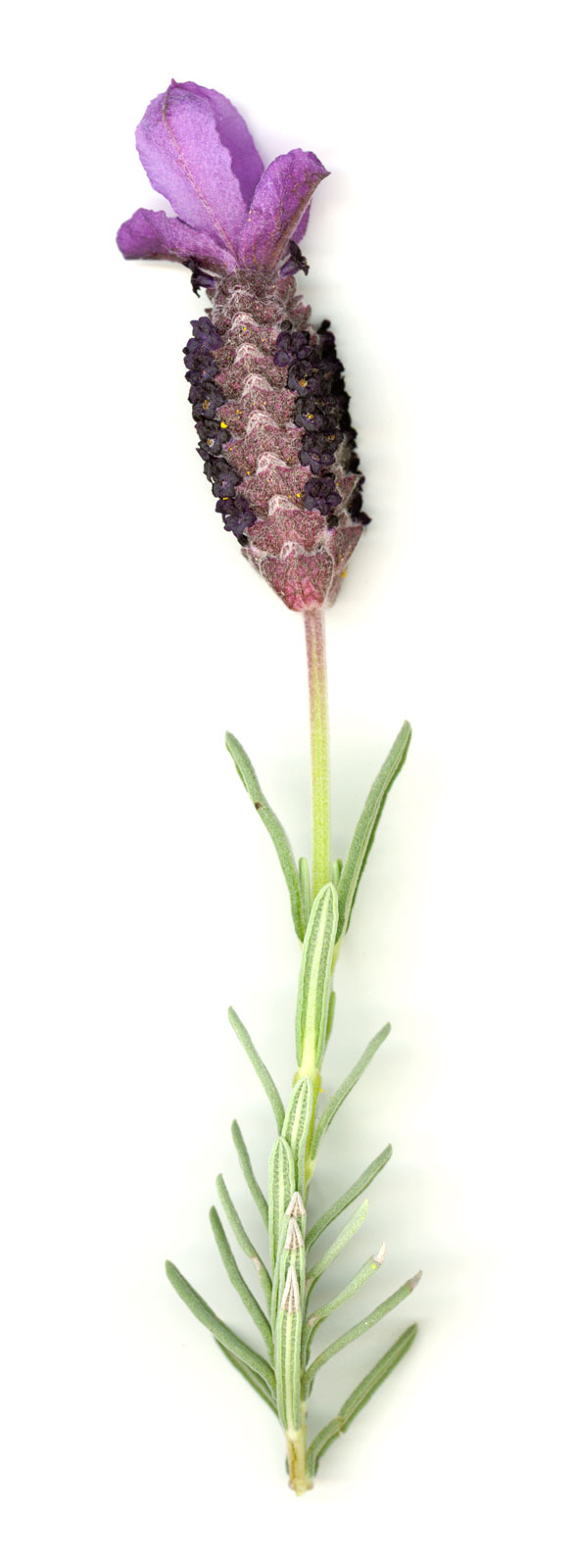